# Rosa Florentina Eroles i Eroles
Rosa Florentina Eroles i Eroles (El Pla de Sant Tirs [?], 1815 [?] - Edgeworthstown, comtat de Longford, 18 de juny 1864) va ser una dona catalana, filla del general exiliat a Londres Antoni Eroles, i esposa de l'aristòcrata britànic Francis Beaufort Edgeworth.
Filla d'Anton Eroles i Sancho i la seva esposa Rosa Eroles i Navarro, ambdós del Pla de Sant Tirs, Rosa Florentina Eroles i Eroles era l'última dels quatre fills que va tenir la parella: Maria Francisca Theodora (Mariquita), Isidro Joseph Simon, Anton Marc Ramon i Rosa Florentina. En els llibres de la parròquia del Pla de Sant Tirs hi consten els batejos dels tres primers fills, però no el de Rosa Florentina.
Rosa Florentina Eroles vivia a Londres quan Francis Beaufort Edgeworth, aristòcrata d'una família terratinent anglo-irlandesa, escriptor amb fama d'excèntric, llavors estudiant de filosofia a Cambridge, la va veure a les escales del Museu Britànic i es van enamorar. Després d'una fuga de tres setmanes es casen el 19 de desembre de 1831. Van ser presents a la boda el germà sord-mut de Rosa, Antoni i Charles Sneyd Edgeworth, germanastre de Francis. El seu pare Antoni Eroles i un altre germà no van poder assistir per estar retinguts a Llemotges arran del canvi en la política del govern francès envers els borbons espanyols. Vídua el 1846.
Va tenir set fills, el primer dels quals només va viure un any i al segon van posar-li el mateix nom de fonts: William Edgeworth (1832-1833), William Edgeworth (1834-1863), Maria Edgeworth (Mary, 1839-1893), Antonio Eroles Edgeworth (1841-1911), David Reid Edgeworth (1842-1871), Richard Lestock Edgeworth (1843-1869) i Francis Ysidro Edgeworth (1845-1926).
Ysidro Francis Edgeworth (fins que no va ser adult) que va intercanviar els noms per evitar la confusió amb el seu pare, va ser un famós matemàtic i economista, autor de “Psicologia Matemàtica: un assaig sobre l'aplicació de les matemàtiques a les ciències morals”, que va influir a Alfred Marshall i va interessar tant a Keynes (que va ser el seu successor en l'edició d'”Econòmic Journal”) com a Hayek. (Font “Keynes vs Hayek”)